# Retorno do recalcado
Retorno do recalcado é um conceito da psicanálise que descreve o processo ou mecanismo psíquico mediante o qual os conteúdos que foram recalcados, ou seja, expulsos da consciência, tendem constantemente a reaparecer de  maneira distorcida ou deformada (retornando, por exemplo, como sintomas, sonhos, atos falhos e lapsus, fantasias oníricas diurnas ou como sintomas psicopatológicos). Essas formações do inconsciente, através das quais opera o retorno do recalcado, constituem  formações transacionais, isto é, são o resultado de uma espécie de negociação entre a instância psíquica repressora e as representações reprimidas, representantes da pulsão.